# Museo Loverdos
El Museo Loverdos es uno de los museos de Grecia de la ciudad de Atenas. Ubicado en la Mansión Ziller-Loverdos, funciona como un anexo del Museo Bizantino y Cristiano de Atenas.

## Edificio del museo

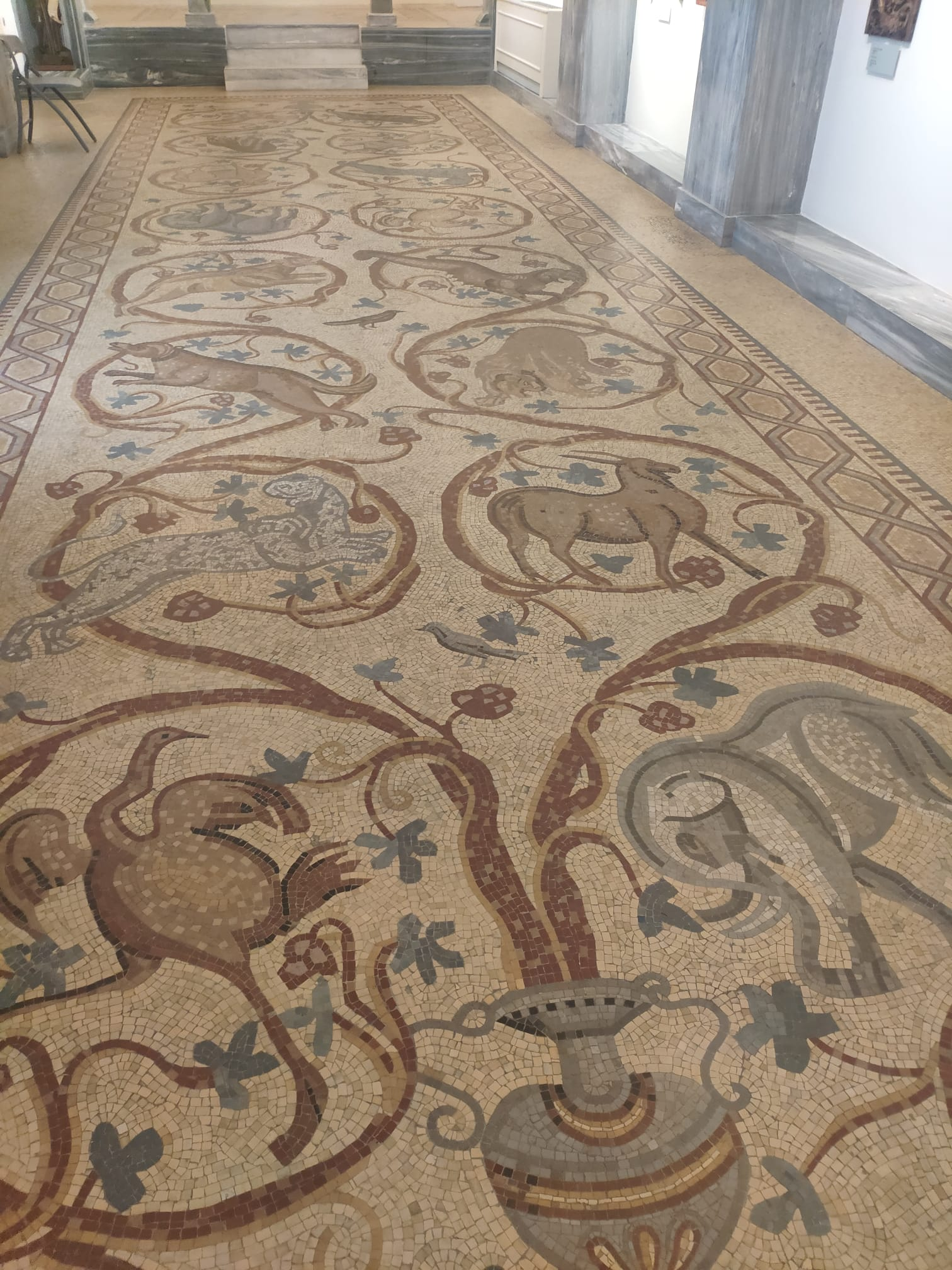
Mosaico en la Mansión Ziller-Loverdos.

Este museo se encuentra en la Mansión Ziller-Loverdos, un gran edificio construido entre 1882 y 1885, en estilo neoclásico, por el arquitecto alemán Ernst Ziller y que fue su residencia hasta que 1912 fue comprado por el banquero griego Dionysios Loverdos, que además de utilizarla como residencia, albergó en ella su colección de arte, y en consecuencia funcionó como un museo privado. En 1930 fueron realizadas mejoras en el edificio por obra del arquitecto Aristótelis Zajos. 
Entre 1979 y 1992, el edificio fue donado por las hijas del coleccionista al Estado de Grecia, y a partir de entonces es gestionado por el Ministerio de Cultura de Grecia, que ha acometido una serie de obras de restauración para convertirlo en el Museo Loverdos, que fue inaugurado en 2021.

## Colecciones
El museo contiene la «Colección Loverdos», y forma parte del Museo Bizantino y Cristiano. Se compone de obras de arte de los periodos bizantino y posbizantino, entre las que destaca especialmente el arte posbizantino, con pinturas de la escuela cretense, pinturas de la escuela heptanesa, esculturas de madera, manuscritos y miniaturas. Asimismo, forman parte de esta colección algunos objetos artísticos del siglo XX inspirados en el arte posbizantino.
|                                                |
| La adoración de los magos, de Emmanuel Tzanes. |

|                                                       |
| Escenas de la vida de San Nicolás, de Ioannis Moscos. |

|                                                  |
| La Virgen de Glykofilusa, de Andreas Karantinos. |